# Maniquerville
Maniquerville – miejscowość i gmina we Francji, w regionie Normandia, w departamencie Sekwana Nadmorska.
Według danych na rok 1990 gminę zamieszkiwało 348 osób, a gęstość zaludnienia wynosiła 136 osób/km² (wśród 1421 gmin Górnej Normandii Maniquerville plasuje się na 572. miejscu pod względem liczby ludności, natomiast pod względem powierzchni na miejscu 861.).